# 北陸新人登竜門コンサート
北陸新人登竜門コンサート（ほくりくしんじんとうりゅうもんコンサート）は、石川県で開催される若手音楽家のためのコンサート。オーディションを経て選ばれたソリストが、オーケストラ・アンサンブル金沢（OEK）と共演する。1996年4月に始まった「石川県新人登竜門コンサート」を前身とし、2002年4月より応募範囲を北陸3県に広げ「北陸新人登竜門コンサート」となった。

## 概要
オーケストラ・アンサンブル金沢（OEK）が主催し、北陸の新人演奏家の発掘、支援と音楽文化の発展を目的として年1回開かれる。「ピアノ部門」「管弦打楽器部門」「声楽部門」を3年周期でに実施し、オーディションで優秀者に選出された新人音楽家がソリストを務める。これまでに50人以上の若手音楽家がソリストとして発掘された。
(2017年までは「ピアノ部門」「弦楽器部門」「管・打楽器、声楽部門」の構成であったが、弦楽器部門の応募者が少なく単独で部門を維持できなくなったため部門構成が変更された。)
応募資格として、北陸三県(富山、福井、石川)出身または在住であること、もしくは北陸三県での研鑽経験が必要。オーディションは、年度初めに第一次審査、G.W.明けに第二次審査が行われる(2017年までは、毎年秋から年末に第一次審査、年明けに第二次審査が行われていた)。第一次審査はテープ審査。第二次審査は一般公開のライブオーディションで、OEK音楽監督、OEKコンサートマスターの他、外部から審査に適した審査員（第二次審査の受験者が演奏する楽器の専門家等）を招聘し、審査にあたる。オーディションの受験において、受験料や推薦状は不要。また、コンサート出演に当たって楽譜のレンタル代負担やチケットノルマ等も無く、日本演奏連盟等が主催する同趣旨のコンサートに比べて受験者の負担が非常に軽いのが大きな特徴である。
コンサートでは、優秀者とOEKによる協奏曲（声楽部門では歌曲）が演奏される。優秀者が少ない場合は、OEK単独の演奏曲や、OEKメンバーやゲストのソリストによる協奏曲が演奏される場合もある。優秀者は原則として第一次審査で受験した曲を第二次審査やコンサートで演奏するが、編成その他の理由によりオーディション受験曲と異なる曲をコンサートで披露する場合もある。
過去の優秀者には、その後OEKの主催する別の演奏会や、演奏旅行にソリストとして招聘されたり、OEKにオケ中のエキストラとして度々出演する等、コンサート出演後もOEKと共演する人が多い。

## 歴代優秀者

### 第1回石川県新人登竜門コンサート(ピアノ部門)
1996年4月9日(火)
 岩城 宏之指揮、オーケストラ・アンサンブル金沢
- 寺井 彩(ピアノ)
- 鶴見 彩(ピアノ)

### 第2回石川県新人登竜門コンサート(弦楽器部門)
1997年4月6日(日)
岩城 宏之指揮、オーケストラ・アンサンブル金沢
- 吉本 奈津子(ヴァイオリン)
- 内藤 淳子(ヴァイオリン)

### 第3回石川県新人登竜門コンサート(管・打楽器、声楽部門)
1998年4月12日(日)、於 金沢市観光会館
岩城 宏之指揮、オーケストラ・アンサンブル金沢
- 広瀬 美和(ソプラノ)
W.A.モーツァルト / 「フィガロの結婚」より さあ、ひざをついて
G.ドニゼッティ / 「ランメルモールのルチア」より あたりは沈黙に閉ざされて
- 浪川 佳代(声楽メゾソプラノ)
G.ビゼー / 「カルメン」より 恋は野の鳥
C.サン＝サーンス / 「サムソンとデリラ」より 恋よ！弱い私に力を貸して
- 筒井 裕朗(アルト・サキソフォン)
J.イベール / 室内小協奏曲
- 鳥木 弥生(メゾソプラノ)
G.ロッシーニ / 「アルジェのイタリア女」より むごい運命よ！
G.ロッシーニ / 「アルジェのイタリア女」より 祖国のことを考えなさい

### 第4回石川県新人登竜門コンサート(ピアノ部門)
1999年4月11日(日)、於 石川厚生年金会館
岩城 宏之指揮、オーケストラ・アンサンブル金沢
- 若杉 由香(ピアノ)
L.v.ベートーヴェン / ピアノ協奏曲第1番
- 田島 睦子(ピアノ)
R.シューマン / ピアノ協奏曲
- 山本 純子(ピアノ)
M.ラヴェル / ピアノ協奏曲

### 第5回石川県新人登竜門コンサート(弦楽器部門)
2000年4月9日(日)、於 金沢市観光会館
岩城 宏之指揮、オーケストラ・アンサンブル金沢
- 藤原 朋代(ヴァイオリン)
J.シベリウス / ヴァイオリン協奏曲
- 高田 剛志(チェロ)
F.J.ハイドン / チェロ協奏曲第2番
- 水上 由美(ヴァイオリン)
S.プロコフィエフ / ヴァイオリン協奏曲第2番

### 第6回石川県新人登竜門コンサート(管・打楽器、声楽部門)
2001年3月5日(月)、於 金沢市観光会館
岩城 宏之指揮、オーケストラ・アンサンブル金沢
- 上田 奈緒(クラリネット)
W.A.モーツァルト / クラリネット協奏曲
- 川端文子(アルト・サキソフォン)
R.ブトリー / ディヴェルティメント
- 高崎 尚美(ソプラノ)
G.ヴェルディ / 「椿姫」より ああ、そはかの人か～花から花へ
G.プッチーニ / 「ラ・ボエーム」より ムゼッタのワルツ
- 橋浦 真紀(ソプラノ)
G.プッチーニ / 「トスカ」より 2人の愛の家へ、歌に生き、恋に生き
G.プッチーニ / 「ジャンニ・スキッキ」より 私のお父さん

### 第1回北陸新人登竜門コンサート(ピアノ部門)
2002年4月7日(日) 14:00開演、於 石川県立音楽堂コンサートホール
岩城 宏之指揮、オーケストラ・アンサンブル金沢
- 平野 加奈(ピアノ)
W.A.モーツァルト / ピアノ協奏曲第27番
- 長谷川 千鶴(ピアノ)
F.ショパン / ピアノ協奏曲第1番
- 高森 静香(ピアノ)
L.v.ベートーヴェン / ピアノ協奏曲第4番

### 第2回北陸新人登竜門コンサート(弦楽器部門)
2003年4月6日(日)、於 石川県立音楽堂コンサートホール
岩城 宏之指揮、オーケストラ・アンサンブル金沢
- 福野 桂子(チェロ)
F.J.ハイドン / チェロ協奏曲第1番
- 坪倉 かなう(ヴァイオリン)
M.ブルッフ / ヴァイオリン協奏曲第1番
- 坂口 昌優(ヴァイオリン)
S.プロコフィエフ / ヴァイオリン協奏曲第2番

### 第3回北陸新人登竜門コンサート(管・打楽器、声楽部門)
2004年4月4日(日) 14:00開演、於 石川県立音楽堂コンサートホール
岩城 宏之指揮、オーケストラ・アンサンブル金沢
- 表 希(マリンバ)
大能 正紀 / マリンバ協奏曲
- 山崎 智里(マリンバ)
黛 敏郎 / 木琴小協奏曲
- 河内 麻美(ソプラノ)
G.ヴェルディ / 「リゴレット」より 慕わしい人の御名は
- 木村 綾子(ソプラノ)
A.ドヴォルザーク / 「ルサルカ」より 月に寄す歌
- 西田 宏美(クラリネット)
A.コープランド / クラリネット協奏曲
- 長谷川 正規(テューバ)
R.ヴォーン＝ウィリアムズ / テューバ協奏曲
- 山本 晃世(アルト・サキソフォン)
J.イベール / 室内小協奏曲

### 第4回北陸新人登竜門コンサート(ピアノ部門)
2005年5月15日(日) 15:00開演、於 石川県立音楽堂コンサートホール
岩城 宏之指揮、オーケストラ・アンサンブル金沢
- 高橋 美幸(ピアノ)
F.ショパン / ピアノ協奏曲第1番
- 川崎 梨恵(ピアノ)
S.ラフマニノフ / ピアノ協奏曲第2番
- 山田 ゆかり(ピアノ)
F.ショパン / ピアノ協奏曲第1番

### 第5回北陸新人登竜門コンサート(弦楽器部門)
2006年4月14日(金) 19:00開演、於 石川県立音楽堂コンサートホール
山田 和樹指揮、オーケストラ・アンサンブル金沢
- 荒井 結子(チェロ)
C.サン＝サーンス / チェロ協奏曲第1番
- 篠原 悠那(ヴァイオリン)
M.ブルッフ / ヴァイオリン協奏曲第1番

### 第6回北陸新人登竜門コンサート(管・打楽器、声楽部門)
2007年4月8日(日) 15:00開演、於 石川県立音楽堂コンサートホール
井上 道義指揮、オーケストラ・アンサンブル金沢
- 田中 優幸(テューバ)
R.ヴォーン＝ウィリアムズ / テューバ協奏曲
- 仲谷 響子(ソプラノ)
G.ヴェルディ / 「オテロ」より 柳の歌～アヴェ・マリア
- 羽根 由紀美(ソプラノ)
W.A.モーツァルト / 「フィガロの結婚」より 愛の神よご覧あれ
H.パーセル「ディドとアイネイアス」より お前の手を、ベリンダ～私が地中に横たえられた時
- 南 真一(マリンバ)
P.クレストン / マリンバ協奏曲

### 第7回北陸新人登竜門コンサート(ピアノ部門)
2008年4月12日(土) 15:00開演、於 石川県立音楽堂コンサートホール
井上 道義指揮、オーケストラ・アンサンブル金沢
- 河合 美知(ピアノ)
D.ショスタコーヴィチ / ピアノ協奏曲第1番
- 徳永 雄紀(ピアノ)
F.ショパン / ピアノ協奏曲第1番
- 竹田 理琴乃(ピアノ)
F.ショパン / ピアノ協奏曲第2番

### 第8回北陸新人登竜門コンサート(弦楽器部門)
2009年5月17日(日) 15:00開演、於 石川県立音楽堂コンサートホール
井上 道義指揮、オーケストラ・アンサンブル金沢
- 岡本 潤(コントラバス)
S.クーセヴィツキー / コントラバス協奏曲
- 平尾 祐紀子(ハープ)
G.ピエルネ / ハープ小協奏曲
- 香月 圭佑(チェロ)
C.サン＝サーンス / チェロ協奏曲第1番

### 第9回北陸新人登竜門コンサート(管・打楽器、声楽部門)
2010年4月18日(日)、於 石川県立音楽堂コンサートホール
井上 道義指揮、オーケストラ・アンサンブル金沢
- 延命 紀子(メゾソプラノ)
P.マスカーニ / 「カヴァレリア・ルスティカーナ」より ママも知るとおり
J.マスネ / 「ウェルテル」より 手紙の歌
C.サン＝サーンス / 「サムソンとデリラ」より あなたの声に心は開く
- 笠間 芙美(ホルン)
L.E.ラーション / ホルン小協奏曲
- 角口 圭都(アルト・サキソフォン)
H.トマジ / アルト・サキソフォン協奏曲

### 第10回北陸新人登竜門コンサート(ピアノ部門)
2011年4月17日(日) 15:00開演、於 石川県立音楽堂コンサートホール
井上 道義指揮、オーケストラ・アンサンブル金沢
- 大野 真理子(ピアノ)(金沢市出身、大野真理子(愛知県出身)とは別人)
R.シューマン / ピアノ協奏曲
- 前垣内 美帆(ピアノ)
W.A.モーツァルト / ピアノ協奏曲第25番
- 相良 容子(ピアノ)
F.プーランク / 2台のピアノと管弦楽のための協奏曲(もう一人のソリストはエキストラの田島睦子)

### 第11回北陸新人登竜門コンサート(弦楽器部門)
2012年4月22日(日) 15:00開演、於 石川県立音楽堂コンサートホール
井上 道義指揮、オーケストラ・アンサンブル金沢
- 山徳 理紗(ハープ)
C.サン＝サーンス / 演奏会用小品

### 第12回北陸新人登竜門コンサート(管・打楽器、声楽部門)
2013年4月24日(水) 19:00開演、於 石川県立音楽堂コンサートホール
井上 道義指揮、オーケストラ・アンサンブル金沢
- 森川 元気(バス・トロンボーン)
C.ブルーベック / バストロンボーン協奏曲(室内管弦楽版)
- 氷見 健一郎(バス)
W.A.モーツァルト / 「ドン・ジョヴァンニ」より 奥様、これが恋のカタログです
G.ヴェルディ / 「シモン・ボッカネグラ」より 哀れなる父の胸は
- 竹多 倫子(ソプラノ)
W.A.モーツァルト / 「フィガロの結婚」より 楽しい日々はどこへ
G.ヴェルディ / 「運命の力」より 神よ平和を与えたまえ

### 第13回北陸新人登竜門コンサート(ピアノ部門)
2014年5月18日(日) 15:00開演、於 石川県立音楽堂コンサートホール
金 聖響指揮 (井上 道義が病気の為)、オーケストラ・アンサンブル金沢
- 木米 真理恵(ピアノ)
E.グリーグ / ピアノ協奏曲
- 塚田 尚吾(ピアノ)
C.サン＝サーンス / ピアノ協奏曲 第2番

### 第14回北陸新人登竜門コンサート(弦楽器部門)
2015年4月14日(日) 19:00開演、於 石川県立音楽堂コンサートホール
井上 道義指揮、オーケストラ・アンサンブル金沢
- 西 悠紀子(ヴィオラ)
W.ウォルトン / ヴィオラ協奏曲

### 第15回北陸新人登竜門コンサート(管・打楽器、声楽部門)
2016年5月15日(日) 15:00開演、於 石川県立音楽堂コンサートホール
井上 道義指揮、オーケストラ・アンサンブル金沢
- 伊藤 拓也(ティンパニ)
N.ラバンサー / ティンパニ協奏曲「OBI」
- 中宮 永莉香(ソプラノ)
G.ヴェルディ / 歌劇「ドン・カルロ」より 世の虚しさを知る神
G.ヴェルディ / 歌劇「エルナーニ」より エルナーニ、私を奪い取って下さい
- 小川 卓朗(サクソフォン)
J.イベール / アルト・サクソフォンと11の楽器のための室内小協奏曲

### 第16回北陸新人登竜門コンサート(ピアノ部門)
2017年5月14日(日) 15:00開演、於 石川県立音楽堂コンサートホール
井上 道義指揮、オーケストラ・アンサンブル金沢
- 川畑 夕姫(ピアノ)
R.シューマン / ピアノ協奏曲
- 尾田 奈々帆(ピアノ)
C.サン＝サーンス / ピアノ協奏曲 第5番

### 第17回北陸新人登竜門コンサート(管弦打楽器部門)
2018年7月12日(木) 19:00開演、於 石川県立音楽堂コンサートホール
田中 祐子指揮、オーケストラ・アンサンブル金沢
- 安田 菜々子(クラリネット)
C.M.ウェーバー / クラリネット協奏曲 第2番 変ホ長調 作品74
- 稲瀬 祐衣(マリンバ)
A.コッペル / マリンバとオーケストラのための協奏曲
- 西田 裕貴(コントラバス)
S.クーセヴィツキー / コントラバス協奏曲 作品3

### 第18回北陸新人登竜門コンサート(声楽部門)
2019年5月19日(日) 15:00開演、於 石川県立音楽堂コンサートホール
川瀬 賢太郎指揮、オーケストラ・アンサンブル金沢
- メンデルスゾーン / 交響曲 第4番 イ長調 作品90 「イタリア」
- 山下千愛(ソプラノ)
モーツァルト / モテット「踊れ喜べ、汝幸いなる魂よ」K. 165
- 前澤歌穂(メゾ・ソプラノ)
ドニゼッティ / 歌劇「アンナ・ボレーナ」より 「このような手に負えぬ炎は」
- 髙橋美咲(ソプラノ)
ベッリーニ / 歌劇「カプレーティ家とモンテッキ家」より 「ああ、幾たびか」
- 高野百合絵(メゾ・ソプラノ)
ドニゼッティ / 歌劇「ラ・ファヴォリータ」より 「私のフェルナンド」

### 第19回北陸新人登竜門コンサート(ピアノ部門)
（新型コロナウイルス感染症の拡大防止のため公演中止と2020年4月10日に発表があった。2021年5月16日無観客でコンサートを実施）
2020年5月17日（日）15:00開演、於 石川県立音楽堂コンサートホール（中止）

2021年5月16日（日）15:00開演、於 石川県立音楽堂コンサートホール（無観客で実施）
鈴木織衛指揮、オーケストラ・アンサンブル金沢
- 柳原 奈侑(ピアノ)
ラヴェル / ピアノ協奏曲 ト長調
- 篠永 紗也子(ピアノ)（ウイーン留学中のため欠席）
ショパン / ピアノ協奏曲 第1番 ホ短調 作品11
- 石田 詩葉(ピアノ)
ベートーヴェン / ピアノ協奏曲 第4番 ト長調 作品58

### 第20回北陸新人登竜門コンサート(弦管打楽器部門)
2022年5月15日（日）15:00開演、於 石川県立音楽堂コンサートホール
ユベール・スダーン指揮、オーケストラ・アンサンブル金沢
- 藤田 菜月(クラリネット)
モーツァルト / クラリネット協奏曲 イ長調 K. 622
- 安嶋 美裕(フルート)
モーツァルト / フルート協奏曲 第2番 ニ長調 K. 314

### 第21回北陸新人登竜門コンサート(声楽部門)
2023年5月21日（日）15:00開演、於 石川県立音楽堂コンサートホール
広上淳一指揮、オーケストラ・アンサンブル金沢
- 窪田 早紀(ソプラノ)
J. S. バッハ / カンタータ 第51番 第1曲より「全地よ、神にむかいて歓呼せよ」
ベッリーニ / 《清教徒》より「あなたの優しい声が」
- 小林 彩乃(ソプラノ)
レオンカヴァッロ / 《ラ・ボエーム》より「ムゼッタは愛らしい唇で」
プッチーニ / 《トゥーランドット》より「皇女様、愛なのです 〜 氷のような姫君も」
- 坂田　茜（ソプラノ）
モーツァルト / ミサ曲 ハ短調 K. 427(417a) より「精霊によりて」
ドニゼッティ / 《連隊の娘》より「もう望みはないわ 〜 フランス万歳」
- 中田　圭依（ソプラノ）
モーツァルト / 《フィガロの結婚》より「とうとう嬉しい時が来た 〜 恋人よここに」
モーツァルト / 《コジ・ファン・トゥッテ》より「岩のように動かず」
- 古岡　和香奈（ソプラノ）
プッチーニ / 《妖精ヴィッリ》より「もしお前たちのように小さな花だったら」
ヴェルディ / 《椿姫》より「ああ、そは彼の人か 〜 花から花へ」
- 山元　三奈（ソプラノ）
ドニゼッティ / 《ランメルモールのルチア》より「あたりは沈黙に閉ざされ」
ベッリーニ / 《夢遊病の女》より「ああ！信じられないわ」
- 伴野　公三子（メゾソプラノ）
ロッシーニ / 《オテロ》より「柳の根元に座り 〜 ああ静めてください、おお天よ眠りのうちに」
ビゼー / 《カルメン》より ジプシーの唄
- 庄司　慧士（テノール）
チレア / 《アルルの女》より「ありふれた話」
ドニゼッティ / 《愛の妙薬》より「人知れぬ涙」

### 第22回北陸新人登竜門コンサート(ピアノ部門)
2024年5月19日（日）15:00開演、於 石川県立音楽堂コンサートホール
松井慶太指揮、オーケストラ・アンサンブル金沢
- 森　愛竜（ピアノ）
リスト / ピアノ協奏曲 第1番 変ホ長調 S. 124
- 矢賀部　光夏多（ピアノ）
シューマン / ピアノ協奏曲 イ短調 作品54
- 平野　未紗（ピアノ）
サン＝サーンス / ピアノ協奏曲 第2番 ト短調 作品22
- 白澤　あまね（ピアノ）
グリーグ / ピアノ協奏曲 イ短調 作品16